# Roblinella agnewi
Roblinella agnewi é uma espécie de gastrópode  da família Charopidae.
É endémica da Austrália.
Os seus habitats naturais são: florestas temperadas e áreas rochosas.